# Mike Rumph
Michael Jamaine Rumph (Delray Beach, 8 novembre 1979) è un ex giocatore di football americano statunitense che ha militato nel ruolo di cornerback e free safety nella National Football League (NFL).

## Carriera

### San Francisco 49ers
Al college Rumph giocò a football a Miami, vincendo il campionato NCAA. Fu scelto nel corso del primo giro (27º assoluto) del Draft NFL 2002 dai San Francisco 49ers. Inizialmente giocò come cornerback ma i 49ers lo spostarono nel ruolo di safety per le sue abilità nei placcaggi e per la mancanza di capacità in copertura. Nel 2004 e 2005 saltò la maggior parte della stagione a causa degli infortuni.

### Washington Redskins
Il 14 agosto 2006 Rumph fu scambiato con i Washington Redskins per il wide receiver Taylor Jacobs. Il 27 dicembre 2006 fu svincolato.

### St. Louis Rams
Rumph firmò con i St. Louis Rams il 20 marzo 2007 ma fu svincolato il 3 agosto 2007. Si ritirò nel luglio 2008.